# Yordi
Yordi, właśc. Jorge González Díaz  (ur. 14 września 1974 w San Fernando) – hiszpański piłkarz występujący na pozycji napastnika.

## Kariera
Yordi karierę rozpoczął w 1993 roku w Sevilli B, grającej w Segunda División B. W sezonie 1995/1996 został włączony do pierwszej drużyny Sevilli, grającej w Primera División. W lidze tej zadebiutował 27 marca 1996 w przegranym 2:3 meczu z Méridą, w którym strzelił też gola. Zawodnikiem Sevilli Yordi był do końca sezonu 1995/1996, a potem odszedł do Atlético Madryt B, grającego w Segunda División. W sezonie 1996/1997 z 19 golami na koncie, wraz z Pauletą, został królem strzelców tej ligi. W tamtym sezonie wystąpił również w jednym meczu pierwszej drużyny Atlético, grającej w Primera División.
W 1997 roku Yordi został zawodnikiem Realu Saragossa z Primera División. W sezonie 2000/2001 zdobył wraz z nim Puchar Króla. W lutym 2002 został wypożyczony do angielskiego Blackburn Rovers. W Premier League zadebiutował 2 marca 2002 w zremisowanym 1:1 meczu z Boltonem, a 1 kwietnia 2002 w wygranym 2:0 pojedynku z Southamptonem zdobył swoją pierwszą bramkę w tej lidze. W sezonie 2001/2002 wraz z Blackburn zdobył Puchar Ligi Angielskiej. Po zakończeniu tamtego sezonu wrócił do Realu, który w międzyczasie spadł do Segunda División. W kolejnym sezonie Yordi awansował jednak z zespołem z powrotem do Primera División. W sezonie 2003/2004 po raz drugi zdobył z nim Puchar Króla, a następnie odszedł z klubu.
W kolejnych latach Yordi występował w drużynach Getafe CF oraz RCD Mallorca, grających w Primera División, a także zespołach Segunda División – Xerez CD oraz Córdobie. Jako gracz Xerez w sezonie 2007/2008 z 20 bramkami został królem strzelców Segunda División. W 2009 roku Yordi zakończył karierę.
W Primera División rozegrał 180 spotkań i zdobył 36 bramek.